# L'Homme aux lunettes d'écaille
Pour plus de détails, voir Fiche technique et Distribution.
L'Homme aux lunettes d'écaille (Sleep, My Love) est un film américain en noir et blanc réalisé par Douglas Sirk, sorti en 1948.

## Synopsis
Richard Courtland, marié à Alison, une femme plus riche que lui, tente par tous les moyens de la faire passer pour folle et de la pousser au suicide. Il est aidé dans son entreprise par Charles Vernay, un homme qui porte des lunettes d'écaille, et qui semble hanter la mémoire d'Alison.

## Fiche technique
- Titre original : Sleep, My Love
- Titre français : L'Homme aux lunettes d'écaille
- Réalisation : Douglas Sirk
- Scénario : St. Clair McKelway et Leo Rosten, d'après le livre de Leo Rosten (1948)
- Musique : Rudy Schrager
- Direction artistique : William Ferrari
- Décorateur de plateau : Howard Bristol
- Costumes : Sophie (Miss Colbert), Margaret Jennings (non crédité)
- Maquillage : Burris Grimwood (non crédité)
- Photographie : Joseph Valentine
- Montage : Lynn Harrison
- Producteurs : Ralph Cohn, Charles R. Rogers, Mary Pickford (non créditée) ; Harold Greene (producteur associé)
- Société de production : Triangle Film Corporation
- Société de distribution : United Artists
- Pays de production :  États-Unis
- Langue originale : anglais américain
- Format : noir et blanc — 35 mm — 1,33:1 — mono (Western Electric Recording)
- Genre : policier, film noir
- Durée : 97 minutes
- Dates de sortie : 
  - États-Unis : 18 février 1948
  - France : 16 mars 1949

## Distribution
- Claudette Colbert : Alison Courtland
- Robert Cummings : Bruce Elcott
- Don Ameche : Richard W. Courtland
- Rita Johnson : Barby
- George Coulouris : Charles Vernay
- Queenie Smith : Mme Grace Vernay
- Ralph Morgan : Dr Rhinehart
- Keye Luke : Jimmie Lin
- Fred Nurney : Haskins
- Raymond Burr : détective sergent Strake
- Marya Marco : Jeannie Lin
- Lillian Bronson : Helen
- Hazel Brooks : Daphné

Acteurs non crédités
- Murray Alper : un ivrogne
- Lillian Randolph : une servante